# 菊陽町立菊陽中部小学校
菊陽町立菊陽中部小学校（きくようちょうりつ きくようちゅうぶしょうがっこう）は、熊本県菊池郡菊陽町津久礼にある小学校。

## 沿革
- 1873年（明治6年） - 津久礼小学校開校
- 1874年（明治7年）6月 - 久保田分教場設置
- 1882年（明治15年） - 堀川分校設置
- 1895年（明治28年） - 堀川分校校舎移転
- 1896年（明治29年）11月 - 久保田分教場移転し久保田尋常小学校と改称
- 1905年（明治38年）4月 - 津久礼尋常小学校が津久礼尋常高等小学校と改称
- 1908年（明治41年）3月 - 津久礼尋常高等小学校が津久礼尋常小学校と改称
- 1910年（明治43年）7月17日 - 久保田尋常小学校と津久礼尋常小学校が合併し津田尋常小学校と改称。堀川分校が花立分校と改称
- 1914年（大正3年）4月1日 - 津田尋常小学校が津田尋常高等小学校と改称
- 1941年（昭和16年）4月1日 - 津田村立津田国民学校と改称
- 1947年（昭和22年）4月1日 - 津田村立津田小学校と改称
- 1955年（昭和30年）4月1日 - 菊陽村立菊陽中部小学校と改称
- 1969年（昭和44年）1月1日 - 菊陽町立菊陽中部小学校と改称
- 1974年（昭和49年）3月31日 - 菊陽町立武蔵ヶ丘小学校新設のため花立分校廃止
- 1984年（昭和59年）4月1日 - 菊陽町立菊陽西小学校を分離

## 校長
- 井上大介

## クラブ活動

### 文化部
- 合唱部[1]
  - 2003年（平成15年） - 第70回NHK全国学校音楽コンクール熊本県コンクール銀賞
  - 2006年（平成18年） - 第73回NHK全国学校音楽コンクール熊本県コンクール銅賞
    - 第73回NHK全国学校音楽コンクール九州ブロックコンクール銅賞

  - 2008年（平成20年） - 第75回NHK全国学校音楽コンクール熊本県コンクール金賞
    - 第75回NHK全国学校音楽コンクール九州ブロックコンクール銅賞

  - 2009年（平成21年） - 第76回NHK全国学校音楽コンクール全国コンクール金賞
    - 第76回NHK全国学校音楽コンクール九州ブロックコンクール金賞
    - 第76回NHK全国学校音楽コンクール全国コンクール銅賞

  - 2011年（平成23年） - 第78回NHK全国学校音楽コンクール熊本コンクール金賞
    - 第78回NHK全国学校音楽コンクール九州ブロックコンクール金賞
    - 第78回NHK全国学校音楽コンクール優良賞

  - 2012年（平成24年） - 第79回NHK全国学校音楽コンクール熊本コンクール金賞
    - 第79回NHK全国学校音楽コンクール九州ブロックコンクール銀賞

  - 2013年（平成25年） - 第80回NHK全国学校音楽コンクール熊本コンクール金賞
  - 2014年（平成26年） - 第81回NHK全国学校音楽コンクール熊本コンクール銅賞
    - 熊本県合唱コンクール金賞

  - 2015年（平成27年） - 第82回NHK全国学校音楽コンクール熊本大会銅賞
    - 第82回九州合唱連盟コンクール小学校部門金賞

  - 2016年（平成28年） - 第83回NHK全国学校音楽コンクール熊本大会銅賞
    - 第83回九州合唱連盟コンクール小学校部門銀賞
    - 熊本県合唱連盟コンクール金賞
    - 熊日学生音楽コンクール優良賞

  - 2017年（平成29年） - 第84回NHK全国学校音楽コンクール熊本大会銅賞
    - 熊日学生音楽コンクール優良賞

  - 2018年（平成30年） - 第85回NHK全国学校音楽コンクール熊本大会銀賞
  - 2019年（平成31年）学校部活動社会体育完全移行

## 学校周辺
- JR豊肥本線 三里木駅
- JR豊肥本線 原水駅